# Apanteles tirathabae
Apanteles tirathabae är en stekelart som beskrevs av Wilkinson 1928. Apanteles tirathabae ingår i släktet Apanteles och familjen bracksteklar. Inga underarter finns listade i Catalogue of Life.